# Кравченко Євген Сергійович
Євген Сергійович Кра́вченко (25 грудня 1907, Володимирівка — 28 червня 1975, Київ) — український письменник, драматург; член Спілки радянських письменників України з 1951 року. Батько літературознавця Андрія Кравченка та письменника Ігоря Кравченка.

## Біографія
Народився 12 [25] грудня 1907 року в селі Володимирівці (нині Вознесенський район, Миколаївської області, Україна) в селянській родині. У 1918 році закінчив три класи Володимирівської сільської школи. З 1927 року працював у колгоспі. З 1929 року — вчителював, завідував школами хуторів Попівка та Заїківка Білокуракинського району. Восени 1930 року вступив на мовно-літературний факультет Одеського інституту соціального виховання.
У 1933 році закінчив Одеський інститут соціального виховання. Протягом 1933—1938 років працював учителем, директором Овідіопольської зразкової середньої школи, інспектором шкіл Одеської області. З 1938 року викладав українську літературу в Одеському педагогічному інституті.
Під час німецько-радянської війни брав участь у Сталінградській битві, у взятті Варшави і Кенігсберга. Член ВКП(б) з червня 1944 року. У серпні 1945 року демобілізований із Радянської армії.
Після демобілізації протягом 1945—1949 років працював завідувачем відділу пропаганди і агітації редакції газети «Колгоспник України»; у 1949—1952 роках — завідувачем відділу культури та секретарем партійної організації редакції газети «Колгоспне село». З 1952 року — заступник відповідального секретаря Спілки радянських письменників України; у 1958—1960 роках — відповідальний редактор газети «Радянська культура». З 1960 року — на творчій роботі
Помер у Києві 28 червня 1975 року.

## Творчість
Перший твір — поема «Пісня про скрипку» вийшла з друку в 1936 році. До 1941 року розмістив у періодиці кілька десятків віршів, три поеми та одноактову п'єсу «Любов» (1939). Після війни працював переважно у жанрі драматургії, також автор повістей, багатьох книг оповідань, гуморесок для художнього читання, популярних одноактних п'єс для художньої самодіяльності. Серед виданих творів:
- п'єси: «Фальшива стратегія» (1946), «Комсомольська лінія» (1949; 1969), «Під червоною калиною» (1954), «Солдатська поема» (1961), «Під високими кленами» (1961), «Дачники» (1962), «Весняні грози» (1963), «На даному етапі» (1965), «Новосілля» (1968),  «Золота зоря» (1981);
- оповідання і гуморески: «Мої сучасники» (1954), «Божественні курси» (1960), «Бувальщина» (1961), «Сторінки життя» (1964), «Що посієш, те й пожнеш» (1964), «Бичок-дипломат» (1966), «З книги життя» (1966), «Сердечна розмова» (1967), «На крилах дитинства» (1969), «Ой на селі племінники» (1971), «Чоботи з милом» (1972), «От колись було…» (1987), «Під шум дощу» (1987);
- повісті: «На світанні» (1967), «Тихесенько вітер віє» (1971), «Наші добрі люди» (1975).

У своїх творах славив захисників Батьківщини у німецько-радянській війні, засобами сатири і гумору (здебільшого на матеріалі сільського життя) викривав негативні явища.
Автор текстів пісень «В небі канареєчка літає…», «Тепер я став багатий…», «Я люблю і не знаю покою…» до художнього фільму «За двома зайцями» (1961).
Виступав також як театральний і літературний критик.

### Тарас Шевченко у творчості письменника
1962 року написав цикл оповідань «Слово Тараса» («Ідуть дівчата в поле жати», «Слово Тараса», «Ой люлі, люлі» та інші), в яких осмислював значення «Кобзаря» як священної книги українців. Згадав Тараса Шевченка і в повісті «На світанні» (1967). У статті «Театр Кобзаря» (Известия. 29 лютого 1964) проаналізував особливості драматургічного стилю Шевченка. Опублікував статті:
- «Іван Франко в боротьбі за Тараса Шевченка» / Вільна Україна. 29 червня 1956 (у співавторстві);
- «Його твори кликали до боротьби. Популяризація і розповсюдження творів Тараса Григоровича Шевченка в Галичині» / Прикарпатська правда. 8 березня 1959[1].

## Вшанування
Його ім'ям названо Бібліотеку для юнацтва в Дніпровському районі міста Києва, яка розташована на вулиці Ентузіастів, № 51/24.